# Курский вокзал
Ку́рский вокза́л (в 1896—1935 годах назывался Курско-Нижегородский) — пассажирский терминал станции Москва́-Пассажи́рская-Ку́рская, один из десяти железнодорожных вокзалов Москвы. Находится по адресу улица Земляной Вал, д. 29.
Курский вокзал входит в Московскую региональную дирекцию Дирекции железнодорожных вокзалов.
Железнодорожная станция Москва-Пассажирская-Курская Московской железной дороги входит в Московско-Курский центр организации работы железнодорожных станций ДЦС-1 Московской дирекции управления движением.
По основному применению является пассажирской, по объёму работы — внеклассной. Является начальным пунктом Курского и Горьковского направлений МЖД, а также станцией линии МЦД-2 «Курско-Рижский» Московских центральных диаметров. Для Горьковского направления, до открытия МЦД-4, являлась тупиковой, для Курского, а после открытия МЦД-4 и для Горьковского направления, линия продолжается транзитом далее, как Алексеевская соединительная линия.
Вокзал расположен на Садовом кольце. Рядом с вокзалом расположены станции метро «Курская» Кольцевой линии, «Курская» Арбатско-Покровской линии и «Чкаловская» Люблинско-Дмитровской линии, а также торгово-развлекательный центр «Атриум».

## История
Станция Москва Курской (Южной) железной дороги приняла первых пассажиров 17 ноября 1866 года, с открытием участка Москва — Серпухов. Первое, деревянное одноэтажное здание вокзала было построено примерно в трёхстах метрах к северу от современного, у Большого Никольского переулка (ныне Путейский тупик).
В 1893—1895 годах Московско-Курская железная дорога была объединена с Московско-Нижегородской и Муромской железной дорогой, и в 1894 году для объединённой железной дороги было начато строительство нового вокзала. При открытии, с 14 июня 1896 года в правое крыло вновь построенного здания был перемещен Нижегородский вокзал (см. ниже), открытый ещё в 1861 году и считавшийся современниками слишком скромным, по сравнению с более ранним Николаевским вокзалом, до 1935 года общее здание для двух линий называлось Курско-Нижегородским вокзалом. Новое здание, расположенное на площади перед Садовым кольцом, было построено по проекту архитектора Николая Ивановича Орлова (некоторые источники указывают Н. П. Орлова, работавшего совместно с Михаилом Аладьиным, участвовавшим в оформлении интерьеров здания).
Новое здание вокзала было построено из белого камня и отличалось просторностью. Его основные залы перекрывались стеклянными фонарями, дававшими много света. Центральную часть акцентировали две башенки, главный вход в здание вокзала отмечался двухколонным портиком. На первом этаже располагались пассажирские и багажные залы, второй этаж был отведён под служебные помещения. Позади вокзала были построены три пассажирские платформы, перекрытые металлическими навесами.
В 1930-х годах была задумана реконструкция Курского вокзала, для выбора проекта были проведены сперва международный, а затем всесоюзный конкурсы, в жюри которых вошли Григорий Бархин, Моисей Гинзбург, Лев Руднев. Среди конкурсных проектов была заявка архитектора Ивана Фомина, предложившего поднять уровень земли под вокзалом, а над путями перекинуть огромную арку с полупрозрачными сводами. Однако было решено ограничиться реставрацией существующего здания в классическом стиле, которую выполнил бывший помощник Фомина, архитектор Георгий Волошинов.
В 1968—1972 годах Волошинов всё же провёл радикальную реконструкцию здания при участии молодых архитекторов В. Евстигнеева, Н. Панченко, Михаила Аникста, Татьяны Бархиной и Леопольда Малашонка и инженеров Л. Казачинского и Л. Семченко. По признанию Волошинова, новый проект был вдохновлён вокзалом Термини в Риме. Татьяна Бархина же отмечала, что проект Курского вокзала заимствовал элементы её проекта вокзала в Софии. Новое здание получило 200-метровый остеклённый фасад, разлинованный сеткой алюминиевых переплётов, и оригинальную складчатую крышу с 9-метровым козырьком.
Старое здание было фактически включено в состав нового, сохранив архитектурный декор в его центральной части, убранство в одном из залов ожидания и фасад, обращённый к железнодорожным путям. Молодые архитекторы намеревались использовать в проекте необработанный бетон, но по указанию главного архитектора Москвы Михаила Посохина здание было облицовано мрамором. В окончательный проект также не вошли остеклённые полосы между пролётами крыши, которые обеспечили бы проникновение солнечного света, и 30-этажный гостиничный комплекс на южной стороне привокзальной площади. Тем не менее, новый вокзал стал крупнейшим в стране.
В 1970-х годах архитектор Виктор Лебедев спроектировал трёхъярусную привокзальную площадь с автомобильной стоянкой на нижнем уровне и магазинами на верхнем, но размер парковки посчитали избыточным, и от строительства отказались. Впоследствии в 2001 году связанная с мэром Москвы Юрием Лужковым строительная компания «Ингеоком» построила на привокзальной площади торгово-развлекательный центр «Атриум», загородивший вид на вокзал со стороны Земляного вала.
Внесён в Красную книгу Архнадзора (электронный каталог объектов недвижимого культурного наследия Москвы, находящихся под угрозой), номинация — угроза сноса.
С 2013 года станция была закрыта для грузовых операций, а код ЕСР был изменён с 191602 на 191551.
В 2019 году станция была включена в состав линии МЦД-2, в сентябре 2023 года состоялся запуск линии МЦД-4. В связи с необходимостью двукратного увеличения пропускной способности для организации движения по линии МЦД-4 и сокращения интервалов движения поездов в рамках комплексной реконструкции участка Москва-Каланчёвская — Москва-Пассажирская-Курская — Нижегородская в 2020 году началась реконструкция платформ Курского вокзала. В ходе реконструкции с восточной стороны от действующих платформ Курского направления было начато строительство двух новых островных платформ № 11 и 12, и подземного распределительного пассажирского вестибюля, который интегрирован с двумя действующими пешеходными тоннелями и обслуживает одну реконструируемую и две новые платформы, а также новый выход в сторону бизнес-центра «Арма». Также выполнено обновление путевой инфраструктуры станции Москва-Пассажирская-Курская. Реконструкция платформ завершилась одновременно с открытием линии МЦД-4 в сентябре 2023 года, после чего вокзал входит как в состав МЦД-2, так и в состав МЦД-4.

### Нижегородский вокзал
Вокзал Нижегородской железной дороги был построен в 1861 году, это был второй вокзал в Москве. Вокзал был построен вне городской черты, за Камер-Коллежским валом, в 7-м квартале Рогожской части, у Покровской заставы, по левой стороне Нижегородской улицы. Это расположение лично выбрал министр путей сообщения Павел Мельников из-за необходимости скорейшей организации пассажирского сообщения. Кроме того, земля на территории Московского уезда стоила дешевле, а налоги и требования к организации труда были заметно мягче, чем в черте Москвы.
Учредитель вокзала, Главное общество российских железных дорог намеревалось в будущем получить земли ближе к центру города, поэтому в документах указывало вокзал как временный, неохотно выделяло средства на строительство и ограничилось одноэтажным деревянным зданием по проекту архитектора Максимилиана Арнольда.
С ростом числа пассажиров у Нижегородского вокзала появились 2 пристройки, но этих мер было недостаточно: требовался новый вокзал. Обсуждение его строительства затянулось на 30 лет, рассматривались участки на Гороховой улице или Садовом кольце, предлагалось объединение Нижегородского вокзала с Николаевским за счёт строительства ветки Николаевской железной дороги через пути Ярославской до станции Кусково и дальше на Нижний Новгород, но профинансировать подобное Главное управление российских железных дорог не могло.
Ситуация разрешилась после выкупа Нижегородской железной дороги государственной казной в 1894 году и образования Московско-Курской, Нижегородской и Муромской железной дороги: в 1896 году Нижегородский вокзал был закрыт, а поезда направлены на новый Курский вокзал. После этого Нижегородский вокзал использовался только для грузовых и воинских поездов, а для удобства пассажиров вблизи товарной станции Москва-Курская, в Рогожской части была устроена платформа, где останавливались все, кроме скорых, пассажирские поезда. Здания станции и линия до неё были ликвидированы в 1950-х годах с началом массового жилого строительства в этом районе.

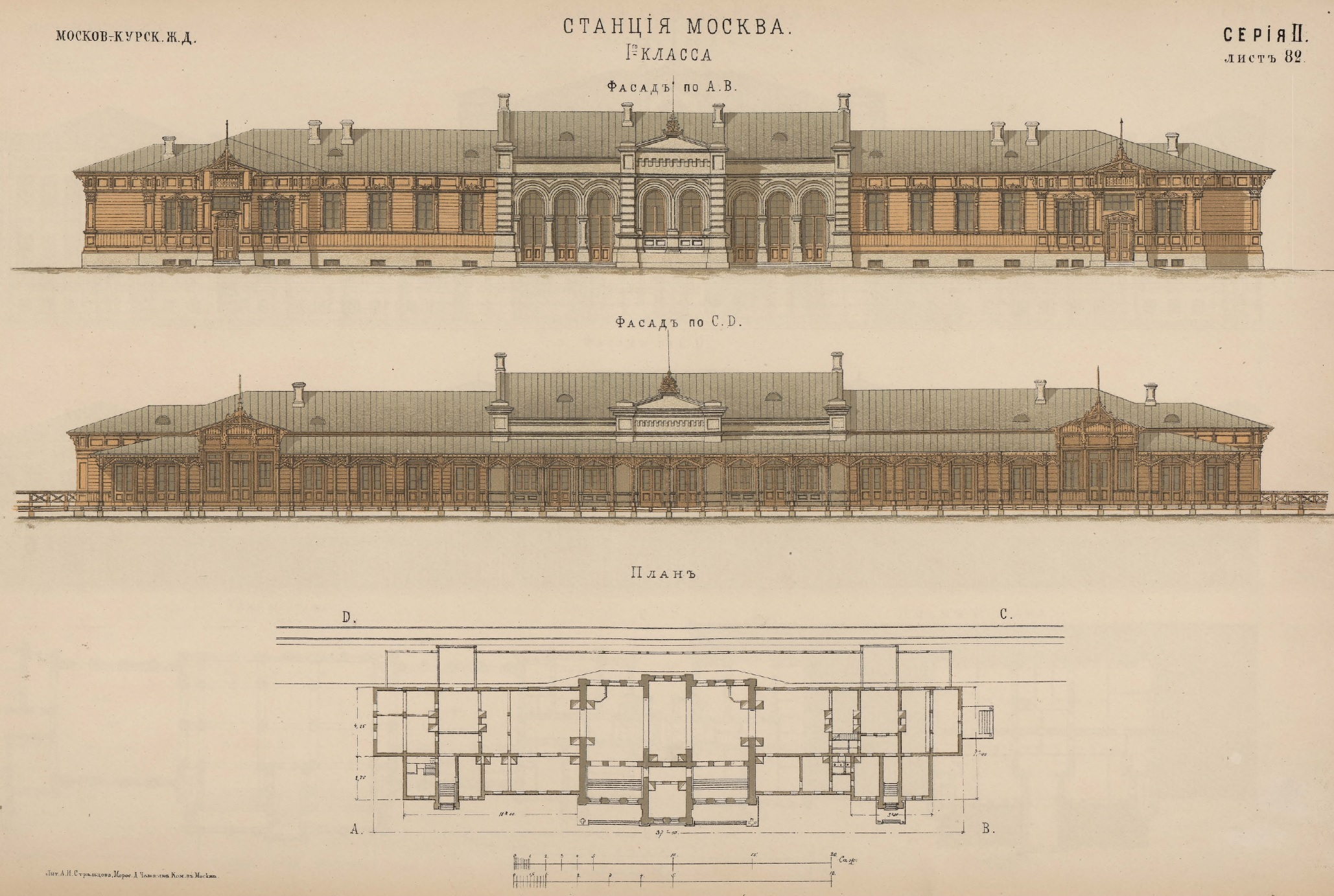
План-чертёж Нижегородского вокзала. 1872 год
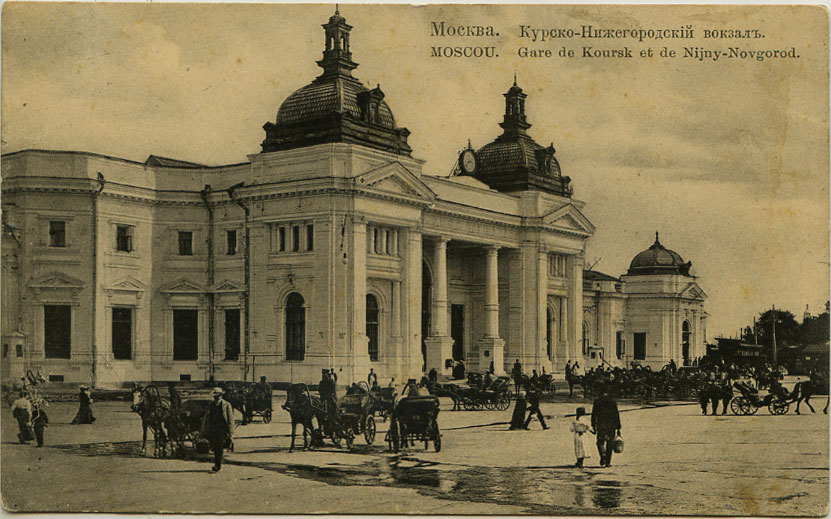
Курско-Нижегородский вокзал города Москвы. 1900-е годы
- Испытания дрезины на Курском вокзале. 1918 год
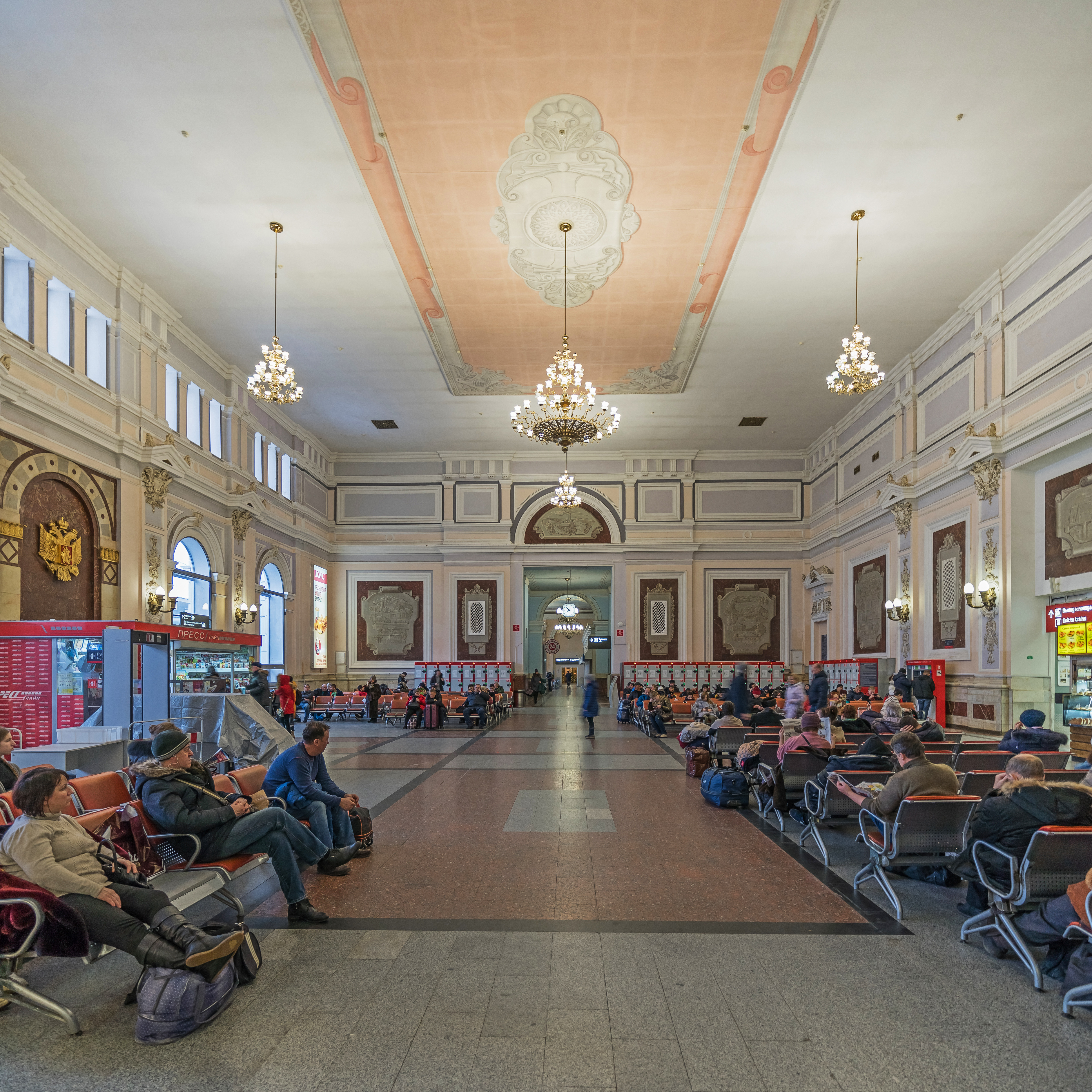
Зал ожидания в старом здании вокзала. 2019 год

### Вагонное депо

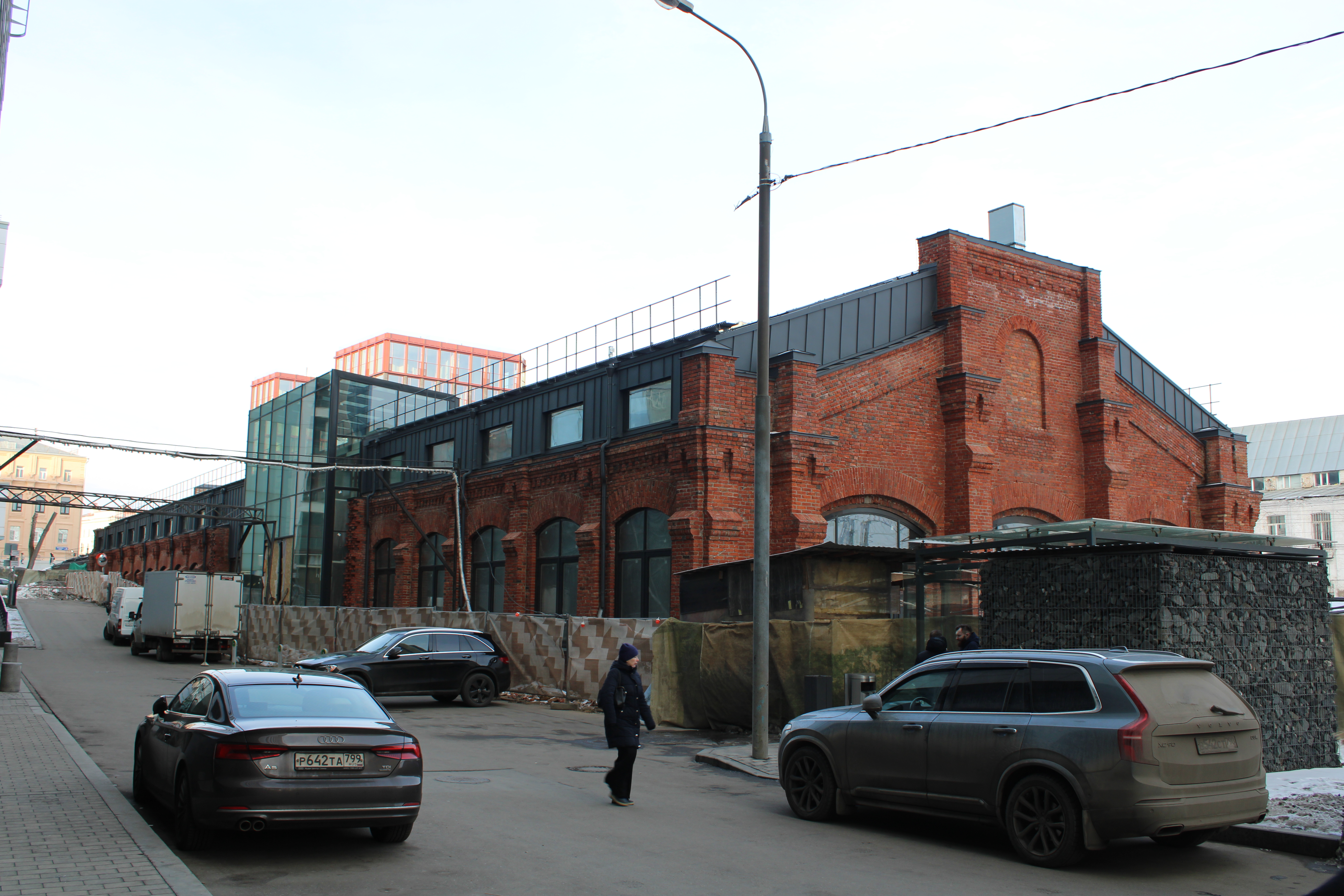
Бывшее вагонное депо в процессе реконструкции. 2023 год

В северной части станции находится кирпичное здание вагонного депо, постройки приблизительно 1906 года. В середине 1990-х заходящие в него пути были разобраны, на их месте построены офисы. В 2000-е годы здание стояло заброшенным. С декабря 2019 года здание вагонного депо перестраивается под размещение ресторанов под названием «Транспоттер». Проект перестройки T+T Architects, авторы Н. Макаров, С. Труханов, А. Бровкин, Д. Шишиков, А. Левин, Н. Мороков.

## Инфраструктура
Курский вокзал до реконструкции имел 9 пассажирских платформ, включая 4 тупиковых, и 17 путей, включая 7 тупиковых и 10 проходных на Алексеевскую соединительную линию. Двухпутная линия на Курск и трёхпутная на Нижний Новгород уходят на юго-восток, а четырёхпутная Алексеевская соединительная линия, соединяющая вокзал с линиями на Санкт-Петербург, Волоколамск и Смоленск, уходит на север. Линии Курского и Горьковского направлений идут параллельно около трёх километров от вокзала, а далее разветвляются в сторону юга и востока соответственно. Пути Горьковского направления заканчиваются тупиками, при объявлении отправления пригородных поездов следует информация о тупике, из которого идёт поезд, номера платформ в тупиках не используются. Отсчёт номеров платформ основного перрона ведётся в направлении с запада на восток, от здания вокзала. Все платформы, за исключением первой, высокие, при этом имеется дополнительная высокая платформа № 11, являющаяся продолжением платформы № 1 и используемая скоростными электропоездами типа «Сапсан». Над каждой платформой имеется навес.
Проход к платформам основного перрона, откуда отправляются поезда дальнего следования, электропоезда Курского направления и линии МЦД-2 через два пешеходных тоннеля, с нижнего этажа вокзала. Выход к тупикам Горьковского направления находится в правом крыле здания вокзала, на первом этаже.

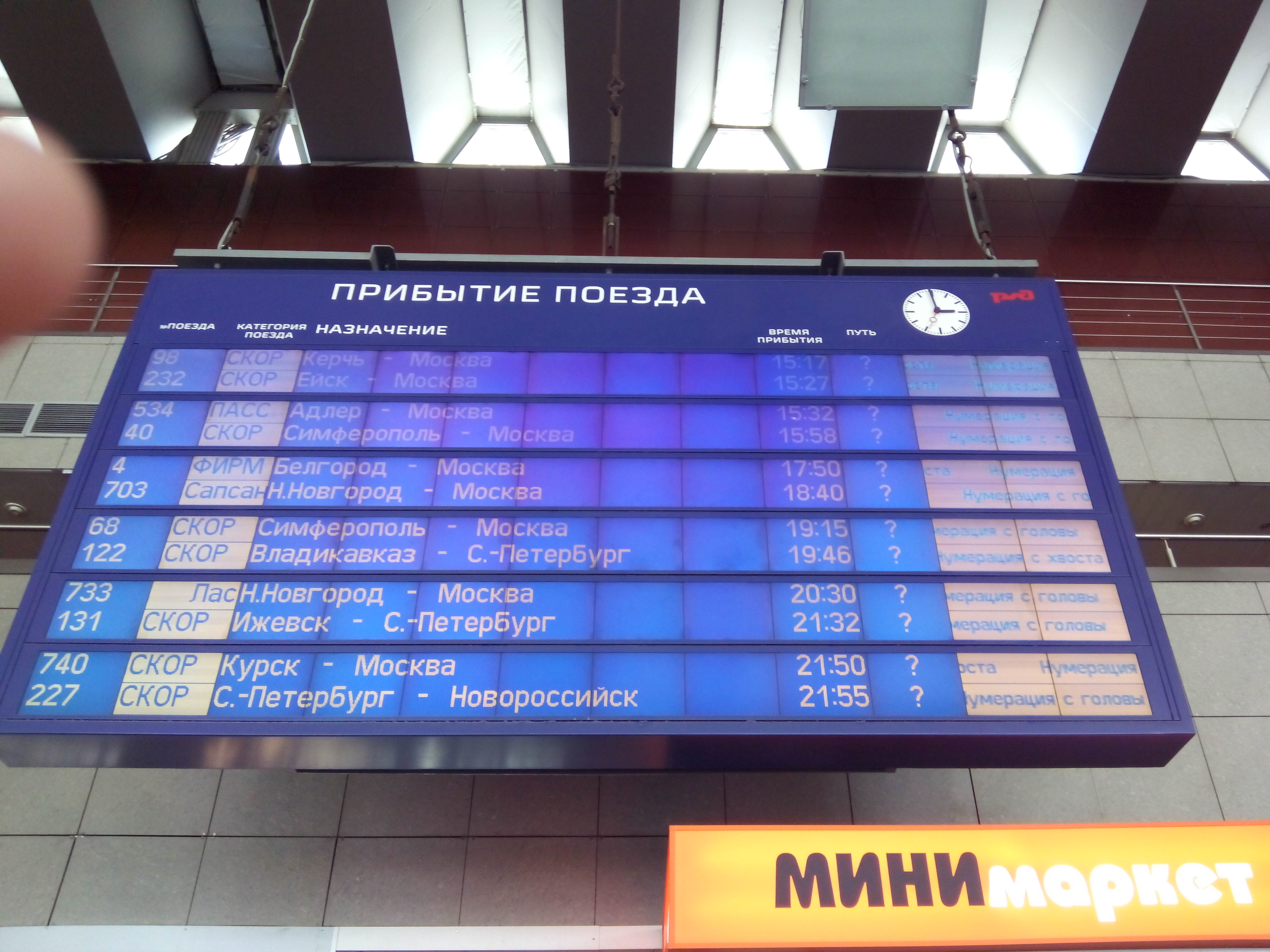
Информационное табло
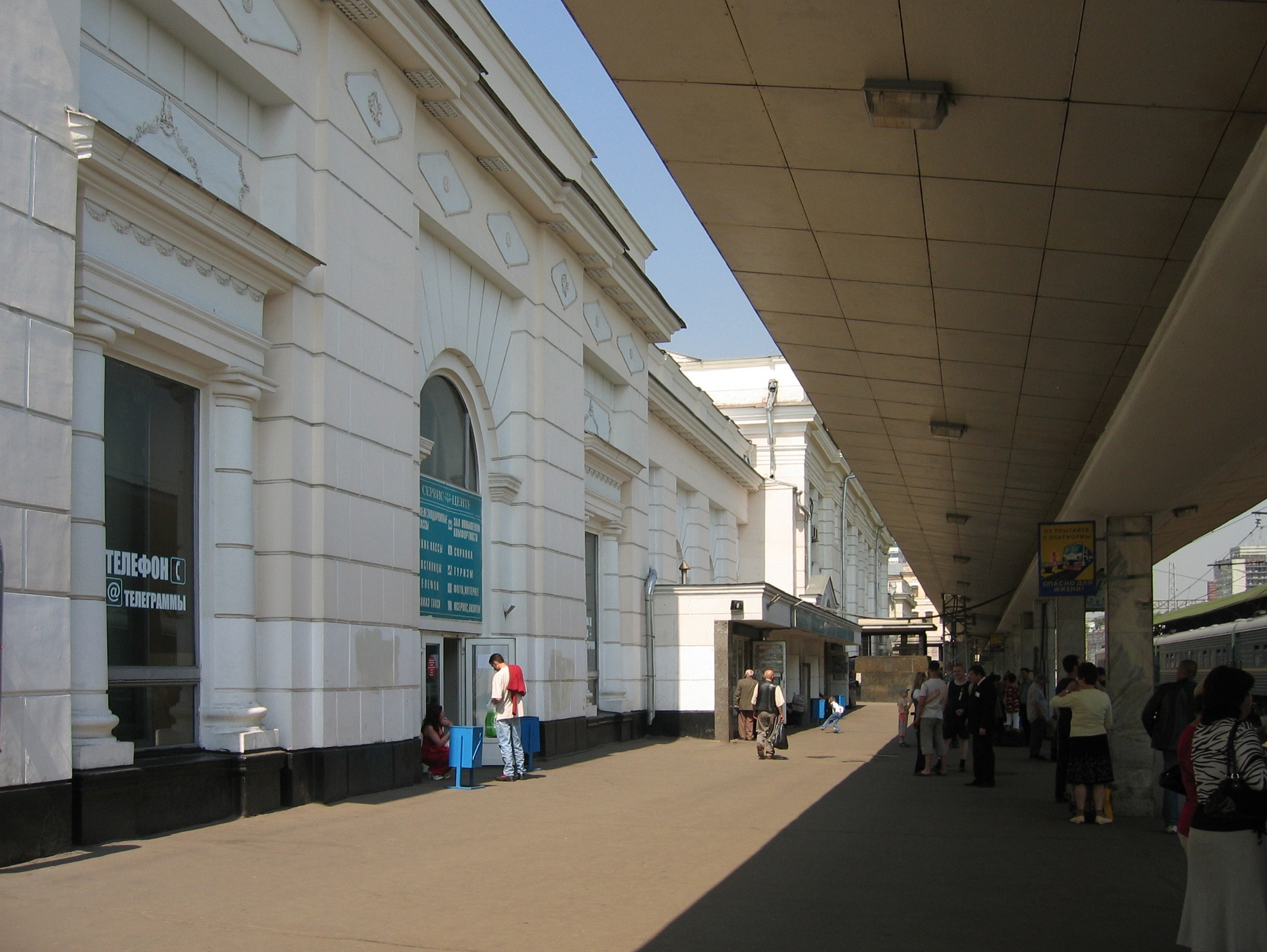
Здание вокзала (до реконструкции)
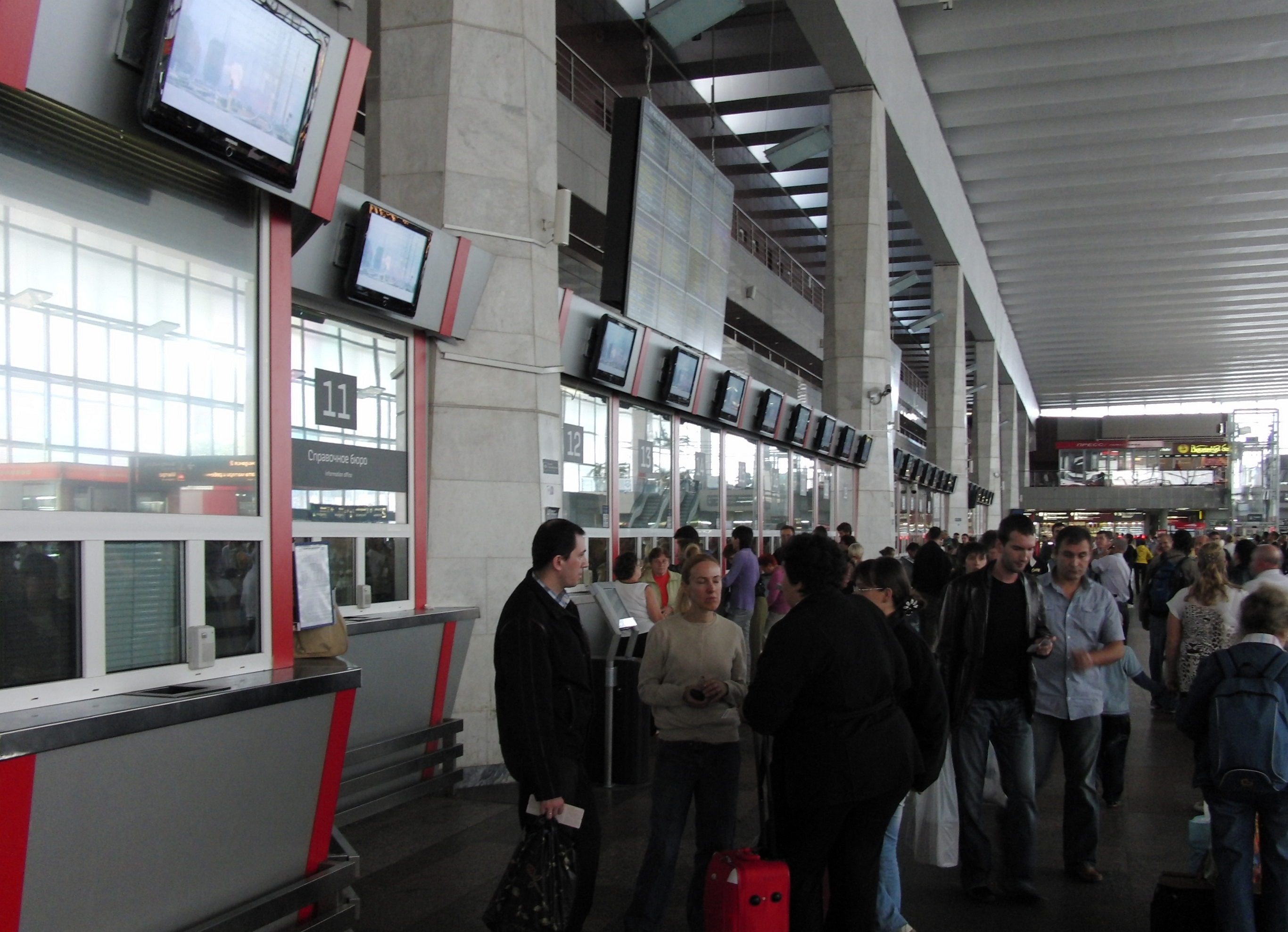
Кассы дальнего следования
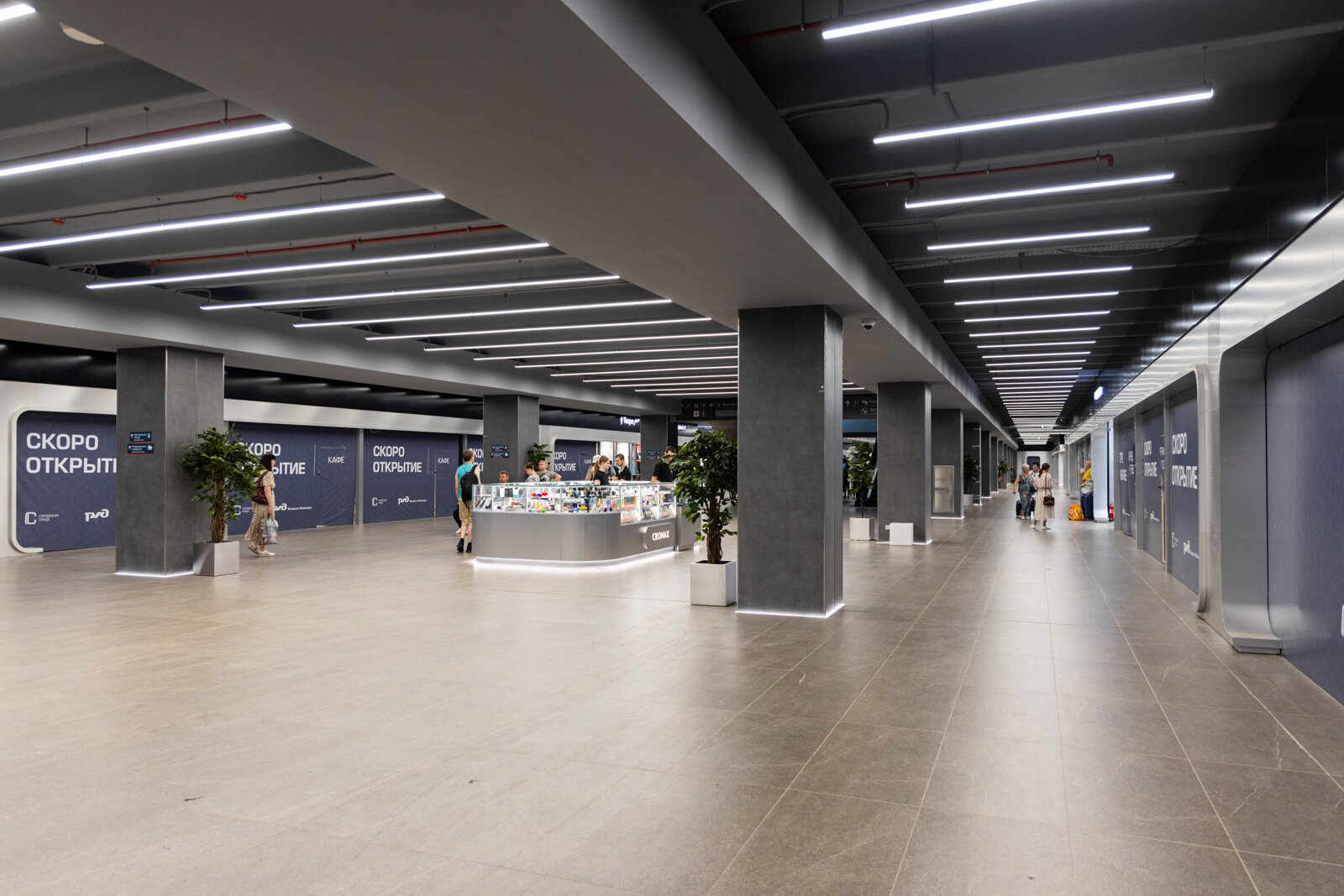
Нижний ярус вокзала
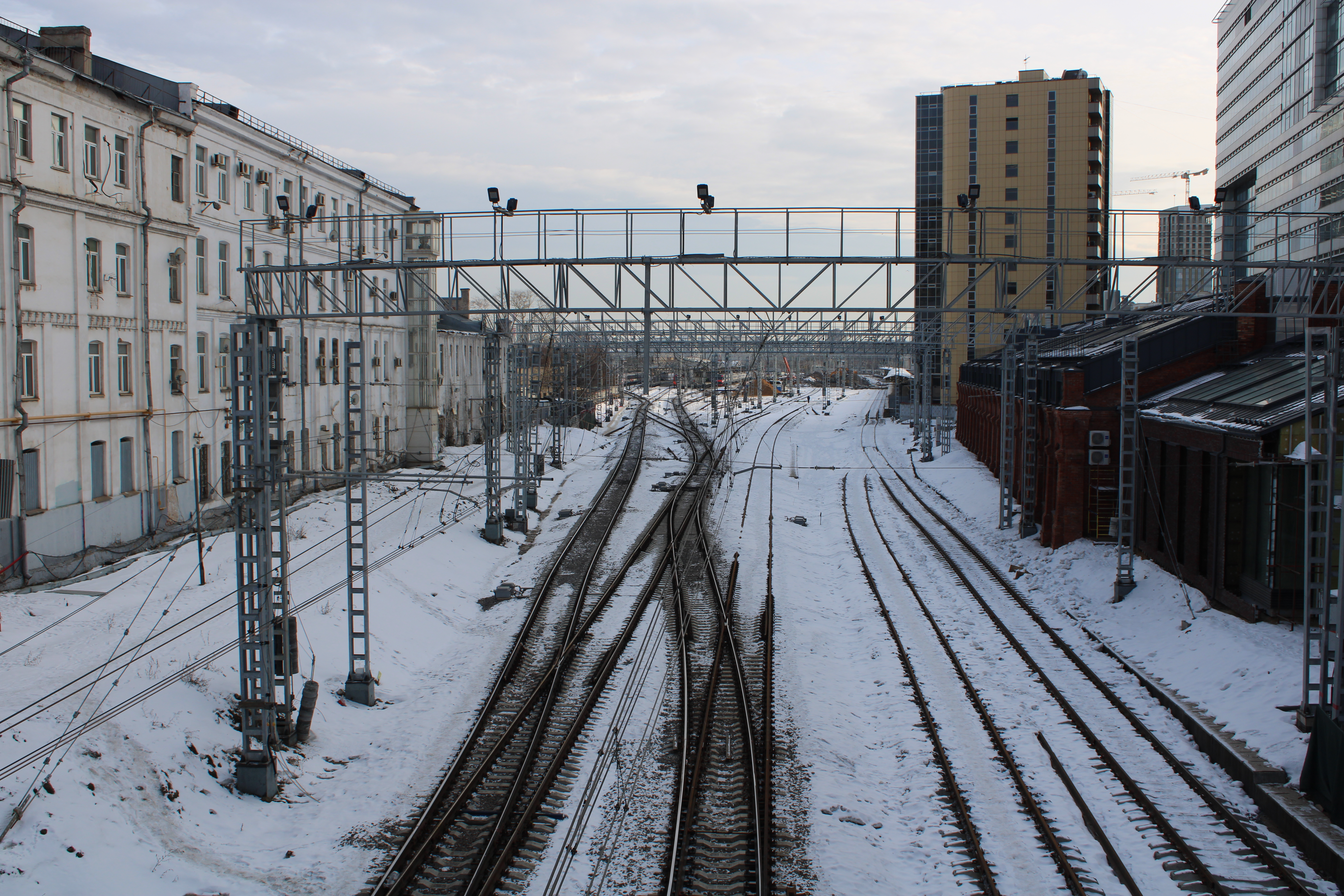
Путевое развитие в северной горловине

## Пассажиропоток
Курский вокзал Москвы — один из лидеров по пассажиропотоку. Ежемесячно здесь обслуживается более 6,5 миллионов пассажиров. Каждый месяц в 2018 году пассажирским терминалом станции Москва-Курская обрабатывалось 11 064 000 человек, из которых 9 954 000 пассажиров пришлось на пригородное сообщение и 1 110 000 человек перевезено поездами дальнего следования.
С 29 мая 2021 года 27 пар поездов перенесены на Восточный вокзал.

## Пассажирское движение

### Поезда дальнего следования
Транзитом через станцию идут поезда, соединяющие Санкт-Петербург с другими городами России и соседних стран. Поезда следуют на Нижний Новгород, Ижевск, Волгоград, Челябинск, Кисловодск, Адлер, Баку, Курск, Белгород, Орёл. В летнее время также назначаются дополнительные поезда на Анапу, Ейск, Новороссийск, Нижний Новгород, а также скоростные электропоезда типа «Ласточка» до Иваново. Поезда Горьковского направления отправляются с первой низкой платформы. Часть поездов через соединительную ветвь Царицыно — Бирюлёво-Товарная идут на Павелецкое направление. Все поезда дальнего следования идут с основного перрона (5 платформ, используется 9 путей).
С мая 2021 года в связи с реконструкцией вокзала бо́льшая часть дальних поездов переведена на Восточный вокзал, в дальнейшем планируется вернуть некоторые из них обратно на Курский, по окончании ремонтных работ на последнем.

### Пригородные поезда
Большинство пригородных поездов Курского направления идёт через Москву-Курскую транзитом через остановки: Москва-Каланчёвская, Рижская, далее на Рижское (до 21 ноября 2019 года также Смоленское) направление. Отправляются с основного перрона. Пригородные поезда Горьковского направления шли из тупиков, иногда приходили на первую платформу, чаще всего при следовании в депо Перерва.
По состоянию на март 2021 года с вокзала отправлялись 155 пригородных поездов по будням (129 по выходным) на Горьковское направление, 137 (132) — на Курское направление и 120 (113) — на Алексеевскую соединительную ветвь, из них по маршруту линии МЦД-2 в сторону Подольска отправляется 86 поездов по будням (85 по выходным), в сторону Нахабино — 84 поезда по всем дням.
С 21 ноября 2019 года в связи с запуском Московских центральных диаметров транзитное движение на Смоленское направление приостановлено, а поезда следуют с Курского на Рижское направление регулярно по тактовому расписанию. Станция является частью линии МЦД-2, а с 2023 года через эту станцию также ещё проходит и МЦД-4.
С 2021 года транзитное движение пригородных электропоздов с Курского направления на Рижское было прекращено. Теперь движение на Рижское направление осуществляется уже только непосредственно с помощью МЦД-2, поезда в сторону Нахабино отправляются с новых платформ (пути №12), в сторону Подольска — с пути № 8.
В Курском направлении электрички идут на Люблино, Царицыно, Красный Строитель, Щербинку, Подольск, Львовскую, Столбовую, Чехов, Серпухов, Тулу, экспрессы на Орёл, Курск.
В Горьковском направлении электрички идут в Балашиху (15), Владимир (4—5, в том числе экспрессы), Железнодорожную (22—45, в том числе экспрессы), Захарово (17—18), Крутое (Орехово-Зуево) (14, в том числе экспрессы), Петушки (14—17), Фрязево (9—10), Электрогорск (11—12).
С 9 сентября 2023 года, одновременно с открытием МЦД-4, электропоезда Горьковского направления стали ходить транзитом на Киевское направление через Курский вокзал в направлении станций МЦД-4 Поклонная, Солнечная, Лесной Городок, Апрелевка. Посадка в сторону Апрелевки осуществляется с новой платформы (путь № 7), в сторону Железнодорожной — с пути № 6. Новые платформы оборудованы лифтами и эскалаторами.

### Направления, перевозчики и расписание
| Перевозчик                                    | Дистанция                               | Расписание |
| --------------------------------------------- | --------------------------------------- | ---------- |
| Российские железные дороги                    | Дальнее следование                      | РЖД        |
| Центральная пригородная пассажирская компания | Межрегиональное и пригородное сообщение | ЦППК       |

## Общественный транспорт

### Московский метрополитен
С нижнего этажа вокзала можно попасть в совмещённый вестибюль станций метро «Курская» Арбатско-Покровской и Кольцевой линий. Также в этот вестибюль можно попасть непосредственно с платформ № 6—12 через пешеходный тоннели № 1 и № 2, и с площади Курского Вокзала через два наземных вестибюля. К тупикам Горьковского направления удобнее выходить через совмещённый вестибюль станций «Чкаловская» и «Курская» Кольцевой линии, находящийся в 100 м от вокзала на улице Земляной Вал.

### Наземный общественный транспорт
На этой станции можно пересесть на следующие маршруты городского пассажирского транспорта:
- Автобусы: 024, 40, Б
- Трамваи: 2, 4, 32

См. также: Реестр муниципальных маршрутов регулярных перевозок пассажиров и багажа автомобильным и наземным электрическим транспортом в городе Москве

## В литературе и искусстве
- Курский вокзал играет важную роль в поэме Венедикта Ерофеева «Москва — Петушки»: здесь разыгрывается одна из первых сцен поэмы, отсюда главный герой отправляется на электричке к своей возлюбленной.

Если даже ты пойдёшь налево — попадёшь на Курский вокзал; если прямо — всё равно на Курский вокзал; если направо — всё равно на Курский вокзал. Поэтому иди направо, чтобы уж наверняка туда попасть.
- В романе братьев Вайнеров «Визит к Минотавру» через Курский вокзал проходит не существующий в реальности транзитный поезд Ереван — Мурманск, на котором Гриша Белаш после кражи скрипки Страдивари ночью отбывает в Ленинград.
- Песня беспризорника из фильма «Кортик (1973)» (музыка С. И. Пожлакова, слова Б. Ш. Окуджавы).У Курского вокзала стою я, молодой.
Подайте, Христа ради, червонец золотой.
- Революционер (1917)
- Москва слезам не верит (1980)
- Карнавал (1981)
- Спортлото-82 (1982)
- Любовь с привилегиями (1989)
- Такси-блюз (1990)

## Внешние медиафайлы
- Площадь перед Курским вокзалом. 1930—1940-е годы. Фотоизображение (недоступная ссылка)

| Предыдущая остановка      | Фирменные поезда                          | Следующая остановка         |
| ------------------------- | ----------------------------------------- | --------------------------- |
| —                         | «Белогорье» Москва — Белгород             | Тула на Белгород            |
| Тверь из Санкт-Петербурга | «Волга» Санкт-Петербург — Нижний Новгород | Владимир на Нижний Новгород |
| —                         | «Приосколье» Москва — Старый Оскол        | Тула на Старый Оскол        |
| Тверь из Санкт-Петербурга | «Самара» Санкт-Петербург — Самара         | Ожерелье на Самару          |